# Edificio del Jockey Club
El Edificio del Jockey Club es un edificio en Montevideo, Uruguay. Está ubicado en el barrio Centro sobre la Avenida 18 de Julio entre las calles Andes y Convención. El edificio fue construido en 1920. El arquitecto para la construcción fue el francés José P. Carré. Arquitectónicamente, el edificio es del eclecticismo. Aquí está la sede del Jockey Club.

Al fondo a la izquierda, construcción del edificio del Jockey Club. Centro de Montevideo, 1923.

## Galería

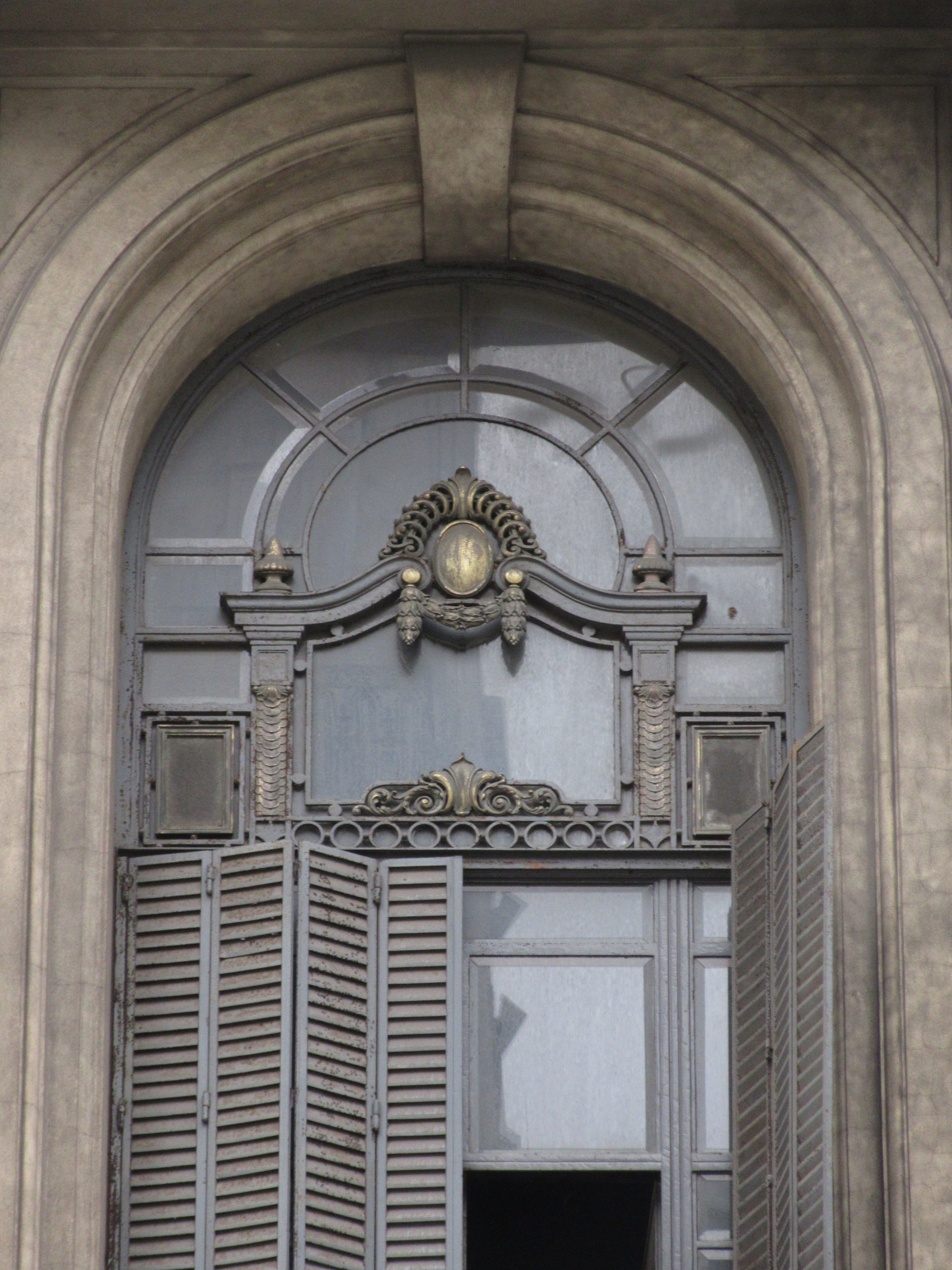
Ventanas en en arco con clave
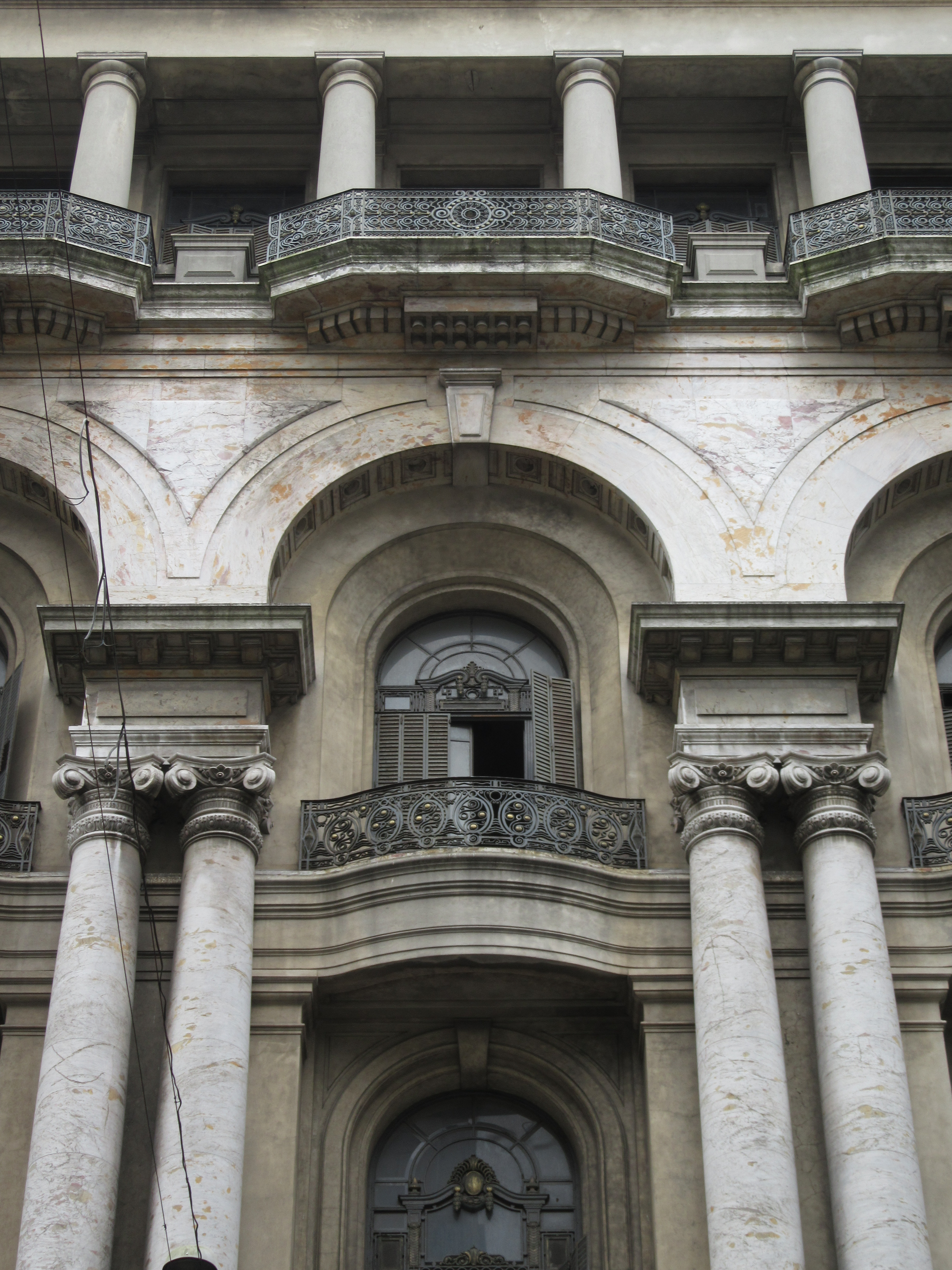
Columnas y balcones de la fachada
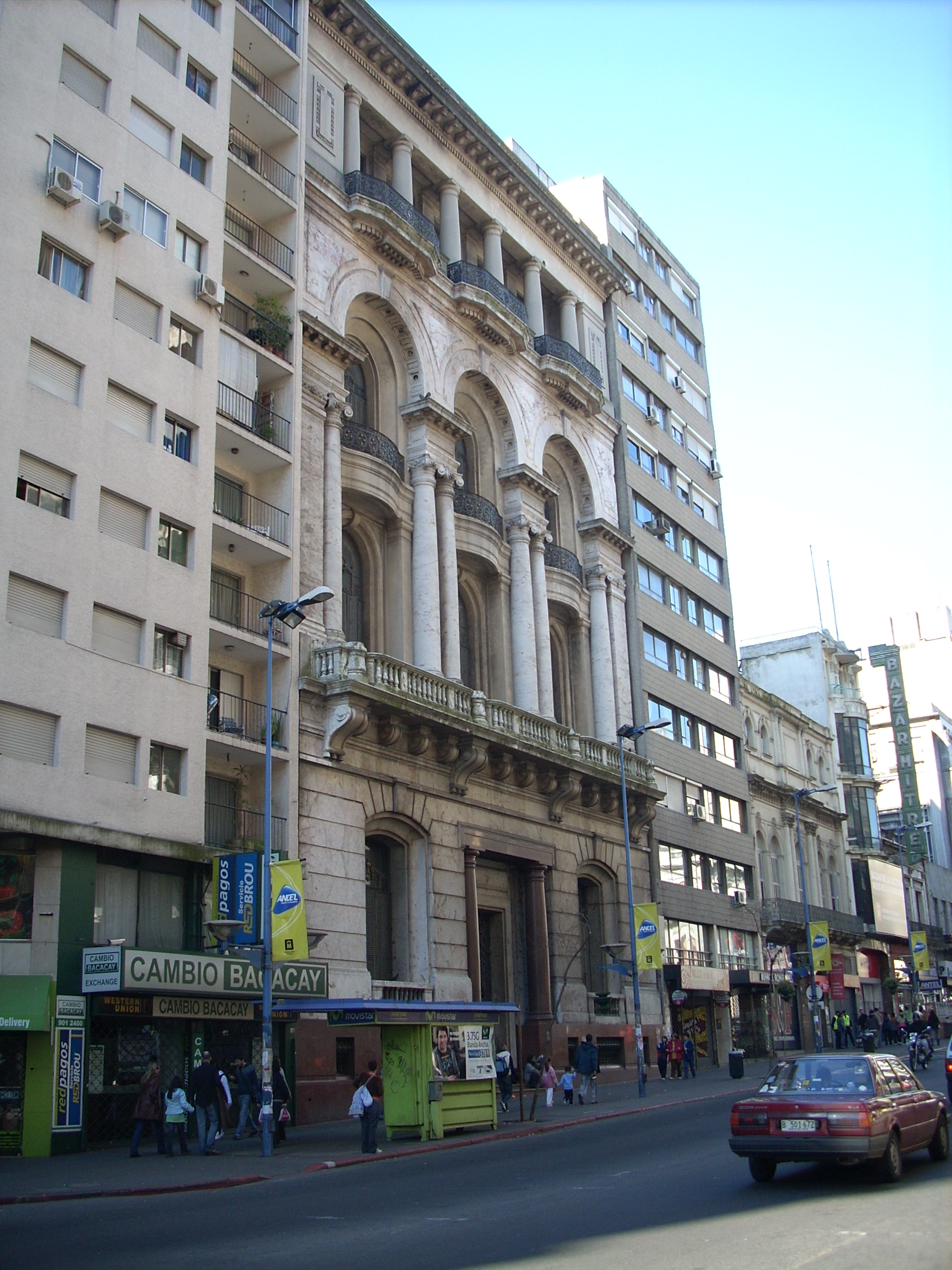
Desde la Avenida 18 de Julio